# ホットスプリングス (アーカンソー州)
ホットスプリングス（Hot Springs）は、アメリカ合衆国アーカンソー州の都市。ガーランド郡の郡庁所在地である。人口は3万7930人（2020年）。州都リトルロックの南西80kmに位置している。ホットスプリングス国立公園の玄関口である。
ホットスプリングスという市名が示す通り、市は温泉で知られており、アーカンソー州きっての観光都市・保養都市となっている。しかし温泉はもともとは湯治のためのものであり、「バスハウス」と呼ばれる温泉施設はヨーロッパのクアハウスに近い位置付けで、宿泊施設や娯楽施設とは別個に存在しており、日本の多くの温泉街とは異なり温泉そのものには歓楽的な要素は少なかったが、第二次世界大戦後に湯治が下火となっていった後、2000年代以降は温泉リゾートとして再生・発展を遂げている。
かつて、19世紀後半から20世紀前半にかけては違法ギャンブルが横行し、ギャンブルがらみの暴力事件が多発し、ギャングがはびこり、市政も腐敗していた。しかし1967年に、就任したばかりの州知事ウィンスロップ・ロックフェラーが州警察を動員して違法カジノを全て閉鎖に追い込み、オークローンパーク競馬場だけが残された。
また、ホットスプリングスは後にアーカンソー州知事、そして第42代アメリカ合衆国大統領となったビル・クリントンが少年期から高校卒業までを過ごした地としても知られている。
ホットスプリングスの北約17kmには、全米最大のゲーテッドコミュニティで、人口統計上は国勢調査指定地域（CDP）となっているホットスプリングスビレッジが立地している。

## 歴史

### 温泉の「発見」と初期

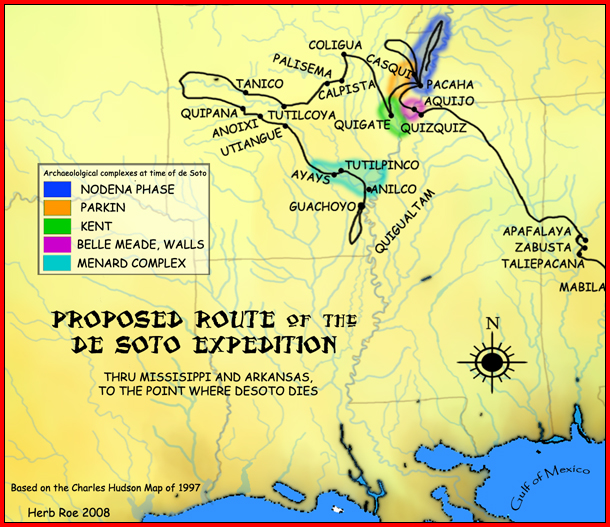
アーカンソー周辺におけるエルナンド・デ・ソトの探検ルート。今日のホットスプリングスがある地は、地図中ではTANICOと記されている。

この地にヨーロッパ人が足を踏み入れたはるか以前から、この地には複数のネイティブ・アメリカンの部族が集い、湧き出る温泉を利用して体を癒していた。
1541年9月半ばから10月半ばにかけて、スペイン人探検家エルナンド・デ・ソトとその一行はウォシタ川のほとりのこの地にあった、タニコ（Tanico）と呼ばれていたトゥーニカ族の村に1ヶ月ほど逗留していた。その最中、ソトの一行の馬が村の近くに湧き出ていた温泉水を飲んでいたと記録されている。これが、今日ホットスプリングスと呼ばれているこの地における、ヨーロッパ人による最初の温泉発見であった。
そのおよそ130年後、1673年には、フランス人宣教師ジャック・マルケット神父、およびルイ・ジョリエがこの一帯を広く探検し、布教にあたっていた。1682年にはロベール＝カブリエ・ド・ラ・サールがこの地を含むミシシッピ川流域を広く探検し、フランスの領有権を主張して「ルイジアナ」と名付けた。しかし、フランスがフレンチ・インディアン戦争で敗れた後、1763年のパリ条約により、この地を含むミシシッピ川以西のルイジアナはスペインに割譲された。1800年、サン・イルデフォンソ条約によってこの地は再びフランス領となったが、最終的には1803年のルイジアナ買収でアメリカ合衆国の領土に編入された。
ルイジアナ買収直後の1804年、当時の大統領トーマス・ジェファーソンの友人で、ジェファーソンよりルイジアナの探検を依頼されていたウィリアム・ダンバーは、住んでいたミシシッピ準州ナチェズからさほど遠くなく、またこの地の温泉の効能をかねてより耳にしていたこともあり、ホットスプリングスを遠征先に選び、フィラデルフィアから派遣された科学者ジョージ・ハンターと共に10月にナチェズを発った。同年12月にこの地に着いたダンバーとハンターの一行は、療養目的の訪問者が建てたと思われる1棟の丸太小屋と何棟かの木造の小屋を見つけた。一行はこの地に12月末までとどまり、6ヶ所の源泉を発見した。
1807年には、ルイジアナのプランテーション経営者ジーン・エマニュエル・プルドームが療養のためにホットスプリングスを訪れ、小屋を建ててこの地で2年間を過ごした。その後もこの地には訪問者が増え続け、1814年頃には、ホットスプリングスにはこうした訪問者が建てた小屋が20棟以上建ち並んでいた。しかし常住人口はまだ少なく、1820年の国勢調査では、既にアーカンソー準州領になっていたホットスプリングスの常住人口はわずか153人であった。
1832年、連邦議会はアーカンソー準州議会と準州知事からの長年の訴えを受け、温泉と周辺の山をホットスプリングス保護区に指定した。この結果、温泉は連邦の保護下に置かれることになった。この保護区は1921年にホットスプリングス国立公園に改称され、全米最初の国立公園となった。

### 南北戦争と復興

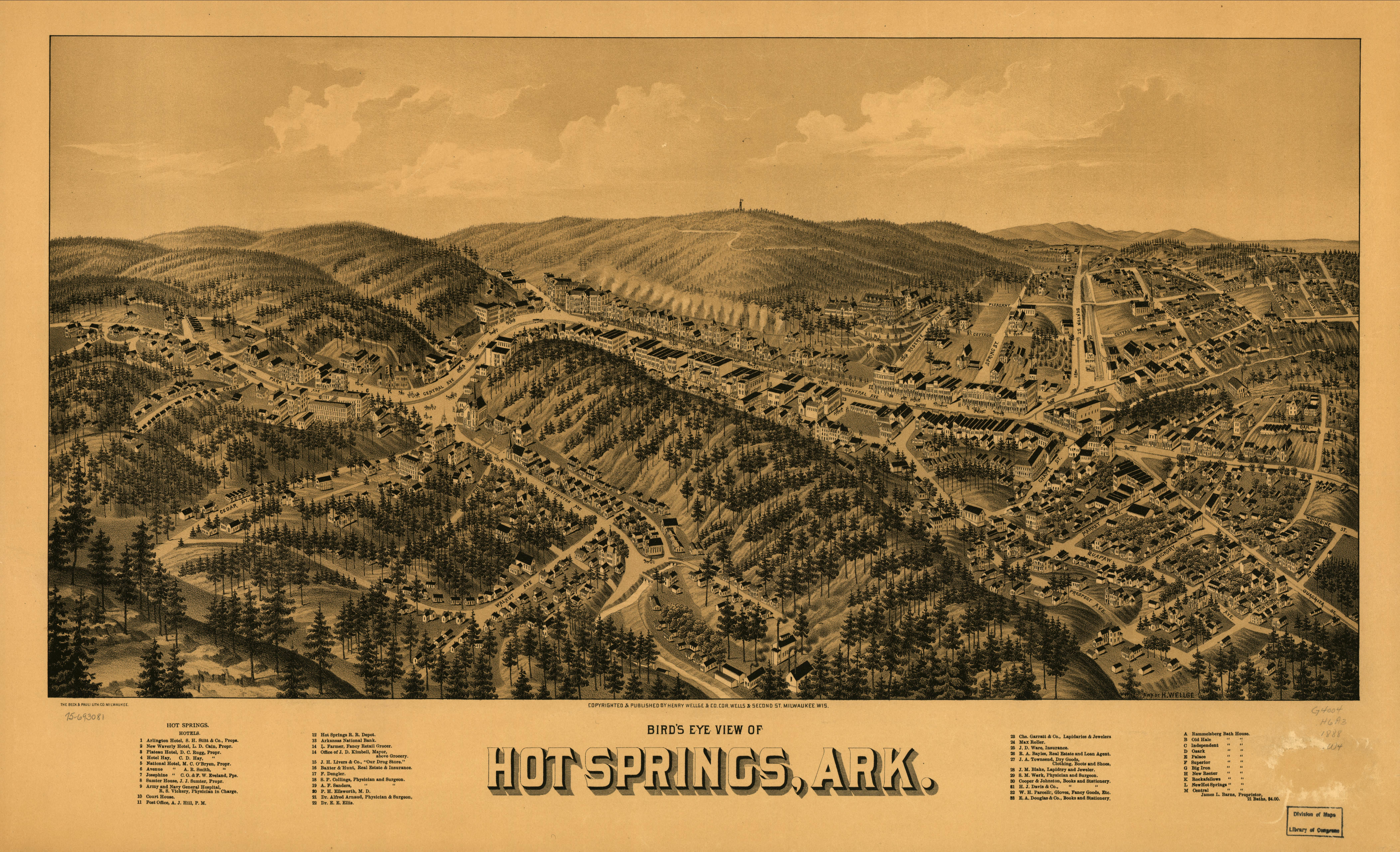
1888年頃のホットスプリングスの鳥瞰図

南北戦争はホットスプリングスに大きな打撃を与えた。南軍がピーリッジの戦いで敗れ、北軍が州都リトルロックに向けて進軍を始めると、州知事ヘンリー・M・レクターは州政府機能を一時的にホットスプリングスに移動させた。北軍がリトルロック占領を断念すると、同年7月14日に州政府機能はリトルロックに戻された。住民の多くはテキサス州やルイジアナ州に避難し、終戦までとどまった。翌1863年に北軍がリトルロックを占領した頃、ゴーストタウンと化したホットスプリングスはゲリラ戦の舞台となり、略奪や放火が繰り返された。南北戦争が終結する頃には、ホットスプリングスの街には建物がわずかに残るのみとなっていた。
南北戦争が終わると、ホットスプリングスの復興は急ピッチで進んだ。1870年には常住人口は1,200人まで増え、源泉の周囲には再びバスハウスやホテルが建ち並んだ。1875年には、この地域では初となる高級ホテル、アーリントン・ホテルが開業した。1887年には、陸軍長官直轄の陸軍・海軍病院がホットスプリングスに置かれた。20世紀に入る頃には、街には東洋風の敷物、真鍮細工、宝飾品、衣服などを売る店舗も建ち並ぶようになった。
交通の整備も進んだ。1875年には、カイロ・アンド・フルトン鉄道の駅があったマルバーンとホットスプリングスを結ぶホットスプリングス鉄道が開通し、ホットスプリングスへの訪問者はさらに増えた。1893年には、バスハウスの建ち並ぶセントラル・アベニュー上を走っていたストリートカーが馬車から路面電車に代えられた。1900年には、リトルロックとホットスプリングスを最短距離で結ぶリトルロック・ホットスプリングス・アンド・ウェスタン鉄道も開通した。

### 3度の大火
1878年の春、ホットスプリングスの街は大火に見舞われ、アーリントン・ホテルや数軒のバスハウスは焼失を免れたものの、街のほとんどは焼き尽くされた。これ以後、ホットスプリングスでは建築物の耐火性に対する関心が高まり、木造に代わってレンガ造が主流になっていった。またこの頃、それまでホットスプリングスでは放し飼いにされていた豚、馬、ラバ、牛、山羊などの家畜の放し飼いを禁止する条例が通された。その結果、ホットスプリングスの街はそれまでの素朴な田舎町の風景から、一気に近代化した。
1905年2月26日、ホットスプリングスは再び大火に見舞われ、市中心部のほとんど、104エーカー（約48.3ha）にわたって延焼し、約400棟が焼失した。これを受け、2年後の1907年には、ホットスプリングスに建物を新築する際には、必ず外壁の材質に石、レンガ、もしくは鉄板を用い、また基礎には石かコンクリートを用いなければならないとする条例が通され、木造建築物の新築は違法とされた。
1913年9月6日、ホットスプリングスは三たび大火に見舞われた。ダウンタウンの南東、陸軍・海軍病院の近くから出火したこの火事は、初めは南東方向へと延焼していったが、やがて風向きが逆方向に変わり、ダウンタウンへと燃え広がっていった。ホットスプリングス消防局だけでは足りず、リトルロックからも消防隊を派遣して消火にあたったが、火は一向に収まらず、突然降りだした豪雨によってやっと鎮火した。セントラル・アベニューは延焼を防ぐためにダイナマイトで一部の建物を取り壊したため残ったが、ダウンタウンや市南部の大部分が焼け野原と化した。被害総額は600万ドル（当時）にも上った。この大火で、8年前の大火の後も残っていた古い木造建築物はすべて焼失した。この大火の当時、ホットスプリングスでは8年前の大火からの復興の最中であったため、復興は事実上一からやり直しとなり、人員や資材にかかる費用は高騰した。

### 第二次世界大戦時下と終戦後

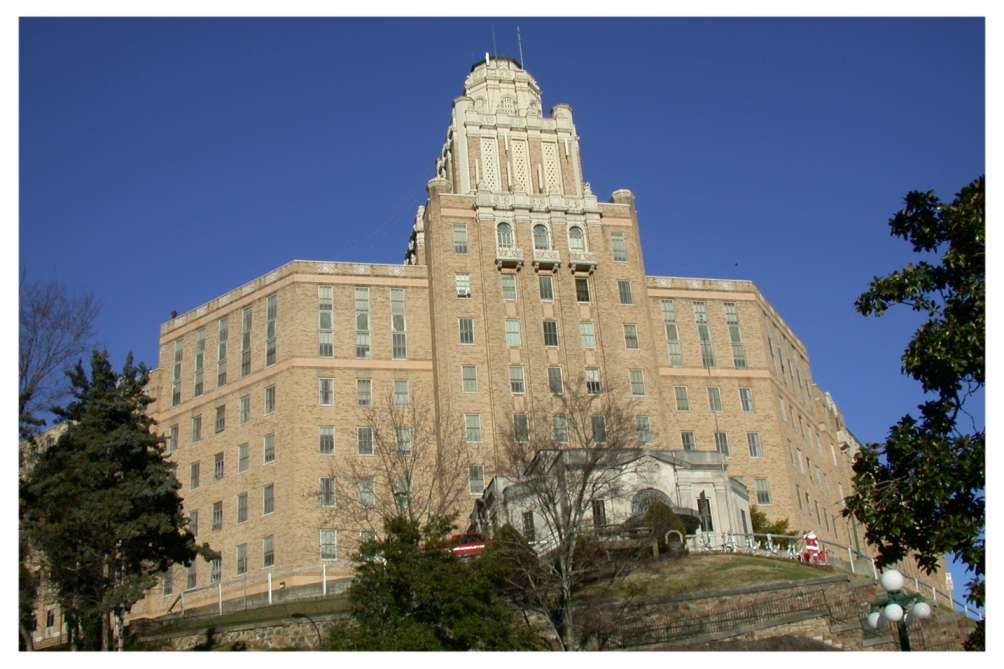
陸軍・海軍病院（現ホットスプリングス・リハビリテーション・センター）

第二次世界大戦が開戦すると、ホットスプリングスの医師やバスハウスの従業員は志願や徴兵で従軍したり、近隣の軍需工場に駆り出されたりした。また、温泉療養に必要な物資も不足するようになった。1942年、陸軍・海軍病院では傷病者を収容しきれなくなり、隣のイーストマン・ホテルを収用して臨時の病棟にした。1944年には、ホットスプリングスは帰還した兵士の再配備センターとなり、同年8月には市内のほとんどのホテルが陸軍に収用された。帰還した兵士には再赴任地に送られる前に21日間の賜暇が与えられ、兵士たちはこの地で自分らの軍事記録を更新したり、医科・歯科の治療を受けたり、格安料金で入湯したり、レクリエーション活動を行ったりした。終戦後、1945年12月に再配備センターは閉鎖された。
1946年初頭、ホットスプリングスのホテルは民間に返還され、バスハウスでの入湯客数はそれまでで史上最高の649,270人を数えた。しかしそれは同時に、ホットスプリングスの湯治場としてのピークでもあった。第二次世界大戦時中に発達した抗生物質の技術により、治療目的での温泉の使用は減っていった。アメリカ社会は変化し、19世紀にこの地で数ヶ月から数年単位の長い時間をかけて行われていた温泉療養のような、長期の休暇は取りづらくなった。また自動車が普及し、1回の休暇で多くの土地を回れるようにもなった。アメリカ人の余暇の過ごし方も多様化し、温泉は高齢者のものと見なされ、若年者の間では関心が薄れていった。こうした変化が重なった結果、1979年には、ホットスプリングスにおける入湯客数はわずか96,000人にまで減少した。1962年にフォーダイス・バスハウスが、また1974年にモーリス・バスハウスが閉館したのを皮切りに、その後11年の間に次々に5軒のバスハウスが閉館し、1986年には、残ったバスハウスはバックスタッフ・バスハウス1軒のみとなった。
しかし2000年代に入ると、ホットスプリングスは温泉リゾート地として再生・発展を遂げていくようになった。2000年には、1995年に一度は閉園したテーマパーク、マジック・スプリングス・アンド・クリスタル・フォールズが再開園した。2008年には、クアポー・バスハウスが24年ぶりにその扉を開け、大型の温泉プールやカフェ等を備えた、現代型の温泉リゾート施設としてリニューアルオープンした。

### ギャングと違法ギャンブル

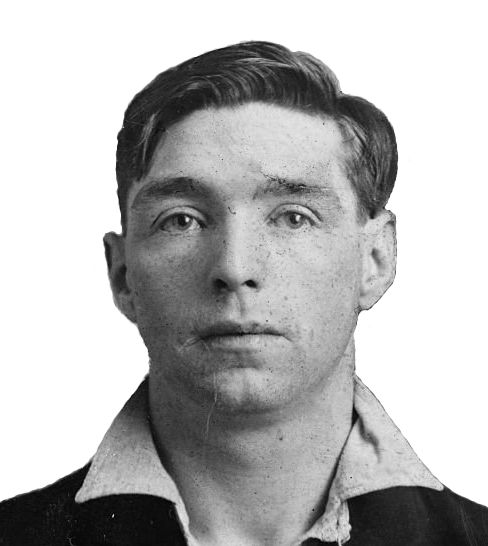
オウニー・マドゥン

こうして市名が示す通り、温泉と共に保養地として、そしてリゾート地として発展を遂げてきたホットスプリングスであったが、その裏には黒い歴史もあった。
ホットスプリングスにおけるギャンブルの歴史は1849年に遡る。1860年代には、ファロ、ルーレット、モンテバンク、キノなどでのギャンブルが市内の酒場やホテルで公然と行われていた。しかし、ギャンブルを「職業」とし旅行者から金を巻き上げる者が出てきたり、ギャンブルがらみの暴力事件が多発したりと、治安が著しく悪化した。19世紀後半にホットスプリングスを牛耳っていたフリン家とドラン家はギャンブルの権利をめぐって争いを繰り返していた。やがてその争いは1899年、市警察官と郡保安官が対立しての市街地での銃撃戦に至った。
1890年代、それまで公然と営業していた賭博場や売春宿に対し、市当局は罰金を課すという手立てに出たが、効果はあまり出ず、その後も会員制クラブなどで違法ギャンブルが行われていた。20世紀に入ると、市の法執行は長期政権となっていた市長レオ・P・マクラフリンとそのマシーンに牛耳られ、市警察官や市長自身までもが違法ギャンブルを見逃し、あるいは自ら手を染めていたほどの事態であった。
20世紀前半、市政の腐敗に加えて、ホットスプリングスの街にはギャングもはびこっていた。シカゴの暗黒街のボス、アル・カポネは、ホットスプリングスきっての高級ホテルであったアーリントン・ホテルを潜伏先の1つにしていた。ニューヨークを追われたオウニー・マドゥンは、1935年にホットスプリングスにたどり着き、この地にカジノを備えたホテル・アーカンソーを建てた。その後もトーマス・デューイに追われたラッキー・ルチアーノがこの地に逃げ延びてマドゥンにかくまわれるなど、全米の「お尋ね者」が次々とホットスプリングスに流れ着いた。
第二次世界大戦が終わると、帰還兵の1人で元海兵隊中佐のシド・マクマスを中心に、ホットスプリングスの街を「浄化」する動きが始まった。この動きの中でマクラフリンは裁判にかけられ、また横行していた違法ギャンブルは無くなりこそしなかったものの影を潜めるようになった。この動きは1960年代に入り、ウィンスロップ・ロックフェラーに引き継がれた。ロックフェラーは1963年にアーカンソー州知事選に立候補し、一度は敗れたが、1966年に州知事に就任し、翌1967年に州警察を動員して違法カジノをすべて閉鎖し、ギャンブル道具を焼却処分した。その結果、オークローンパーク競馬場だけが合法ギャンブル施設として残った。

## 地理
ホットスプリングスは北緯34度29分50秒 西経93度3分19秒 / 北緯34.49722度 西経93.05528度に位置している。市はアーカンソー州中央部・西部からオクラホマ州南東部にまたがるウォシタ山地の東端南麓に位置し、州都リトルロックからは南西へ約88kmである。市中心部の標高は182mである。
アメリカ合衆国国勢調査局によると、ホットスプリングス市は総面積85.5km²（33.0mi²)である。そのうち85.2km²（32.9mi²)が陸地で0.3km²（0.1mi²)が水域となっている。総面積の0.36%が水域となっている。ホットスプリングス都市圏は隣接するリトルロック都市圏とは別個に指定されており（広域都市圏にも含まれていない）、ガーランド郡1郡のみで成っている。

### 気候
ホットスプリングスの気候は蒸し暑い夏と比較的温暖な冬に特徴付けられる、アメリカ合衆国南部ではよく見られる気候である。特に夏の日中は摂氏35度に達することも珍しくない。冬の夜は氷点下に下がることもあるが、日中は摂氏10度を超えることが多い。降水量は1年を通じて多いが、特に4月から5月にかけてが最も多く、月間150mmに達する。一方、8月から10月までにかけては、他の月よりもやや降水量が少なめである。冬には月間2-4cmとわずかではあるものの降雪が見られる。年間降水量は1,380mm程度である。ケッペンの気候区分では、ホットスプリングスは温暖湿潤気候（Cfa）に属する。
|               | 1月   | 2月   | 3月   | 4月   | 5月   | 6月   | 7月   | 8月  | 9月  | 10月 | 11月  | 12月  | 年      |
| ------------- | ----- | ----- | ----- | ----- | ----- | ----- | ----- | ---- | ---- | ---- | ----- | ----- | ------- |
| 平均気温（℃） | 6.1   | 8.3   | 12.2  | 17.2  | 21.1  | 25.6  | 27.8  | 27.8 | 24.4 | 18.3 | 11.1  | 7.2   | 17.2    |
| 降水量（mm）  | 129.5 | 104.1 | 129.5 | 152.4 | 152.4 | 114.3 | 106.7 | 88.9 | 91.4 | 86.4 | 109.2 | 114.3 | 1,379.1 |

### 都市概観

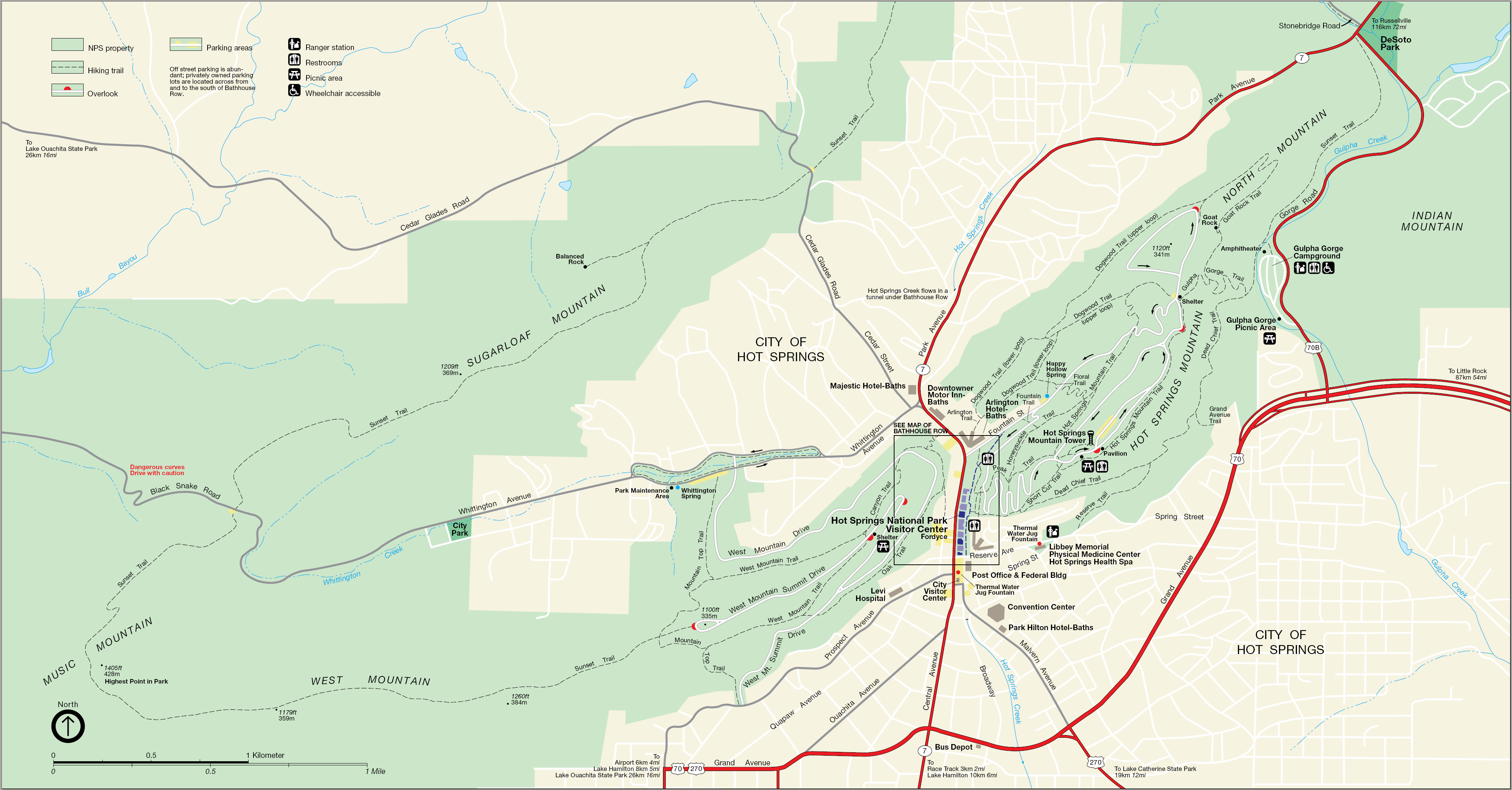
ホットスプリングス国立公園とダウンタウン周辺の地図

ダウンタウンのすぐ北には温泉の源泉地帯となっている、東側のノース・マウンテン（ホットスプリングス・マウンテンとも呼ばれる）、および西側のウェスト・マウンテンという、いずれも高さ300-400mほどの低山が連なっており、ホットスプリングス国立公園に指定されている。ノース・マウンテンとウェスト・マウンテンの谷間を通るセントラル・アベニューには8軒のバスハウスが建ち並んでおり、「バスハウス・ロウ」（Bathhouse Row）と呼ばれている。ノース・マウンテンの裏手からバスハウス・ロウの地下には、ホットスプリングス・クリークという温泉水の小川が流れている。ダウンタウンはバスハウス・ロウの南端を中心に扇形に広がっており、東西約3km、南北約1.5kmの範囲に収まっている。市の南にはウォシタ川をせき止めて造られた人造湖、ハミルトン湖が水を湛えている。ノース・マウンテンとウェスト・マウンテンの裏手の谷、およびダウンタウンの南からハミルトン湖畔にかけては密度の低い住宅街が広がっている。

### 温泉

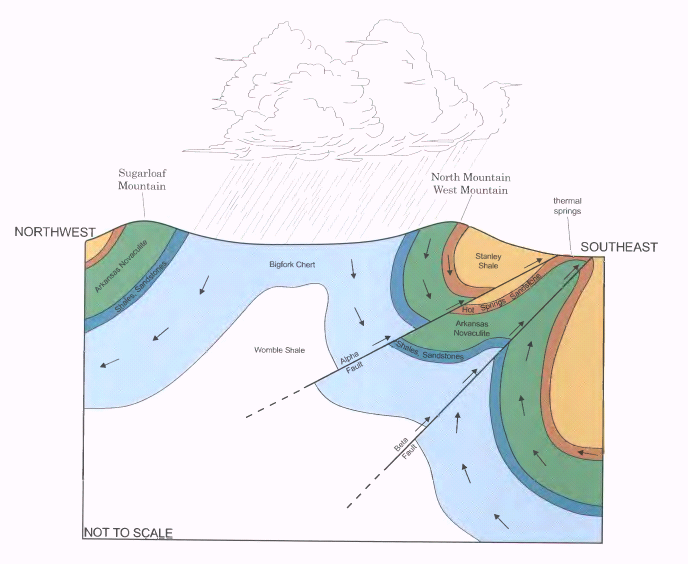
ホットスプリングスの地下における温泉水の流れ

ホットスプリングスの温泉は約4,000年前に降った雨が地下2,400mまで浸透し、地中の鉱物が溶け込み、地熱で暖められ、断層に沿ってノース・マウンテン南西麓の地表へと湧き出てきたものである。源泉の温度は摂氏62度（華氏143度）で、湯量は日量約265万リットル（毎分約1,840リットル）に達する。温泉の溶存物質の含有量は総じて少なめで、日本の温泉法にあてはめると単純温泉に分類され得るものではあるが、シリカ（二酸化ケイ素）、カルシウム、炭酸水素塩は比較的多く含まれている。ホットスプリングスの温泉分析表を以下に示す。
| 源泉温度                 | 62℃（143°F）                          | 62℃（143°F）                          | 62℃（143°F）                          |
| 成分                     | 含有量 （ppm）                        | 成分                                  | 含有量 （ppm）                        |
| シリカ（SiO2）           | 53.0                                  | 炭酸水素塩（HCO3）                    | 130.0                                 |
| カルシウム（Ca）         | 47.0                                  | 硫酸塩（SO4）                         | 7.8                                   |
| マグネシウム（Mg）       | 4.9                                   | 塩化物（Cl）                          | 2.2                                   |
| ナトリウム（Na）         | 4.0                                   | フッ化物（F）                         | 0.26                                  |
| カリウム（K）            | 1.4                                   | 酸素（O2）                            | 4.5                                   |
| 遊離二酸化炭素（CO2）    | 9.7                                   |                                       |                                       |
| ラドン（Rn）による放射能 | 温泉水1リットルあたり43.3ピコキュリー | 温泉水1リットルあたり43.3ピコキュリー | 温泉水1リットルあたり43.3ピコキュリー |

## 政治
ホットスプリングスはシティー・マネージャー制を採っている。市長と6名の議員からなる市議会は市の予算を決定し、政策や条例を採択し、シティー・マネージャーを選定する市の最高立法機関である。市長は市議会の議長としての役割のほか、市政府機関や市民グループとの調整役も担っている。シティー・マネージャーは市議会の採択した政策に基づき、市職員や各機関の人事、監督や市の行政実務に責任を負う。市は6つの選挙区に分けられ、各選挙区から1名ずつの議員が選出される。市長は市議員とは別に全市からの投票で選出される。市議員の任期は4年で、2年ごとに半数（3名）が改選される。

## 交通
ホットスプリングスの玄関口となる空港はリトルロックのクリントン・ナショナル空港（IATA: LIT）である。この空港にはデルタ航空・アメリカン航空・ユナイテッド航空の3大航空会社がすべて就航しているほか、サウスウエスト航空も就航している。ホットスプリングスにも、市中心部から南西約5kmにホットスプリングス・メモリアル・フィールド空港（IATA: HOT）が立地しているが、ゼネラル・アビエーションと呼ばれる、自家用機やチャーター機の発着が主となっている規模の小さい空港で、定期旅客便はシーポート航空によるメンフィスからのただ1路線が1日3便発着するのみである。
ホットスプリングスには州間高速道路は通っていないが、州間高速道路網が完成する以前は大陸を横断する大動脈の1つであった国道70号線が市の南をバイパスして通っている。ダラス・フォートワースとリトルロックを結ぶ州間高速道路I-30へは、国道70号線の支線である国道270号線がホットスプリングスから南東へ約31kmのロックポートで接続している。国道70号線本線は市の東約38km、リトルロック南西郊のベントンの西でI-30の東行に合流しており、リトルロック方面へはこちらのほうが近道となる。
ホットスプリングスに最も近いアムトラックの駅は南東へ約33kmのマルバーンにあり、シカゴとサンアントニオを結ぶ長距離列車テキサス・イーグル号が北行、南行とも1日1便停車する。また、ダウンタウンの南端にはグレイハウンドのバスディーポがあり、リトルロック・メンフィス方面とダラス方面のバスが発着する。リトルロックからは所要約60-80分である。

## 教育

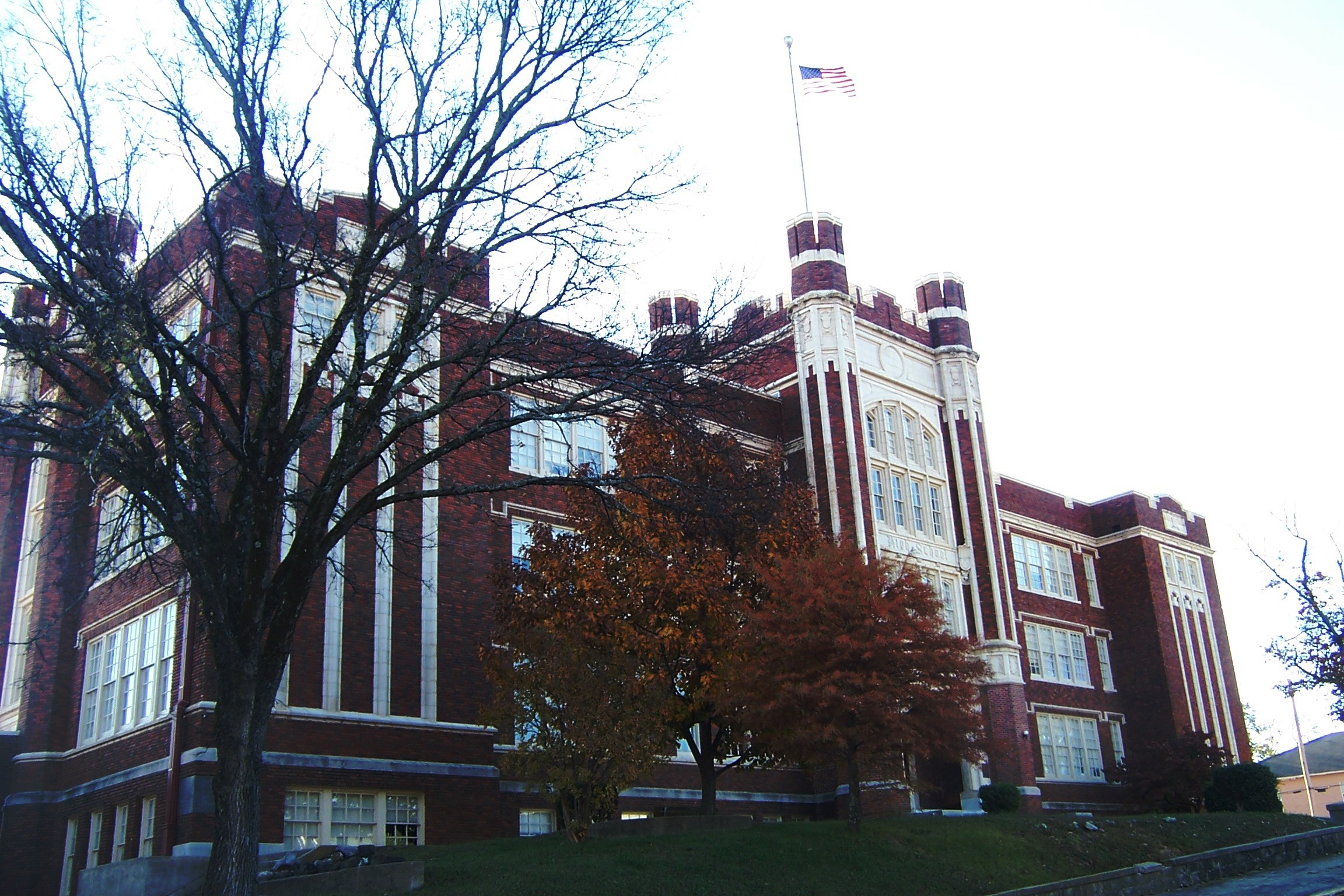
ビル・クリントンの母校、ホットスプリングス高校の旧校舎

ホットスプリングスには4年制大学こそ存在しないものの、市の中心部から西へ約10kmにはナショナル・パーク・コミュニティ・カレッジがキャンパスを構え、地域に密着して職業訓練や、4年制大学への編入を目指した高等教育の機会を与えている。同学は1973年に設立されたガーランド・カウンティ・コミュニティ・カレッジと、1969年に設立されたクアポー職業技術学校ホットスプリングス校を前身とし、2003年に現称で両校を統合してできたものである。同学には約3,000人のフルタイム学生が在学しているほか、パートタイムや生涯学習の学生も2,000人ほど通学している。
ホットスプリングスにおけるK-12課程はホットスプリングス学区（市中心部・西部・南部）、レイクサイド学区（南東部）、ファウンテンレイク学区（北部）、カッター・モーニングスター学区（東部）の4つの学区の管轄下にある公立学校によって支えられている。これら4つの学区をあわせると、ホットスプリングスには小学校8校、中学校2校、高校（中高一貫校含む）5校の公立学校がある。また、これらの公立学校に加えて、ホットスプリングスには私立学校も8校立地している。ビル・クリントンは、1964年にホットスプリングス学区のホットスプリングス高校を卒業した。
また、市の中心部から北へ約1.5km、ウェスト・マウンテンの裏手には、ビル・クリントンが州知事時代の1991年に州法を通し、ノースカロライナ州ダーラムのノースカロライナ理数高校に倣って設立したアーカンソー文理数高校（Arkansas School for Mathematics, Sciences, and the Arts）が立地している。同校はモデルとしたノースカロライナ理数高校同様、全寮制で、州全土から選抜された生徒を集めて文科系・理数系の両方において高度な教育を行い、高校でありながらアーカンソー大学システムの一部に取り入れられている。卒業生の多くはアーカンソー大学フェイエットビル校をはじめとするアーカンソー州内の州公立大学に進学するが、中にはハーバード大学やスタンフォード大学など州外の一流私立大学や、空軍士官学校に進学する卒業生もいる。

## 文化

### 温泉と国立公園
ダウンタウンの北、セントラル・アベニュー沿いに8軒のバスハウスが軒を連ねるバスハウス・ロウはホットスプリングス国立公園に指定されている区域内にあり、国家歴史登録財および国定歴史建造物に指定されている。しかし、今日バスハウスとして営業しているのは8軒のうち2軒だけである。そのうちの1軒、南から2軒目にあるバックスタッフ・バスハウスは、1912年に開館し、1970年代から1980年代にかけて他のバスハウスが相次いで閉館する中でも唯一営業を続けたバスハウスであり、現在も湯治を目的とした、伝統的な入湯法に基づいたサービスを行っている。日本の医師で、随筆家でもある向井万起男は、妻で宇宙飛行士の千秋と共にホットスプリングスを訪れた際に体験した伝統的な入湯法について、自身の著書「謎の1セント硬貨 真実は細部に宿る in USA」にて次のように述べている。

アメリカで温泉に入るというのは、あくまでも病気の治療をするためってことなんだなぁ。で、キッチリ決めたスケジュールに沿って入らなきゃいけないわけだ。病気でもない人が温泉に入ってくつろぐなんて発想はハナからないみたいだ。

一方、もう1軒、南から4軒目（バックスタッフ・バスハウスの2軒北）に立地しているクアポー・バス・アンド・スパは、1984年に一度は閉館したものの、2008年にリニューアルオープンしたバスハウスで、バックスタッフ・バスハウスとは異なり、温泉プール、カフェ、エステティックサロン、レセプション会場、土産物屋を備えた、現代型の温泉リゾート施設となっている。このクアポー・バス・アンド・スパの北隣に建つフォーダイス・バスハウスは、現在ではホットスプリングス国立公園のビジターセンター、および博物館になっている。
バスハウス・ロウの東に連なるノース・マウンテンと、西に連なるウェスト・マウンテンも温泉の源泉地帯としてホットスプリングス国立公園に指定されている。ノース・マウンテンの頂上（標高317m）には高さ65.8mのホットスプリングス・マウンテン・タワーが建っており、ホットスプリングスの街を一望できる展望台になっている。また、市内に6ヶ所ある飲泉場も国立公園局の管理下に置かれている。

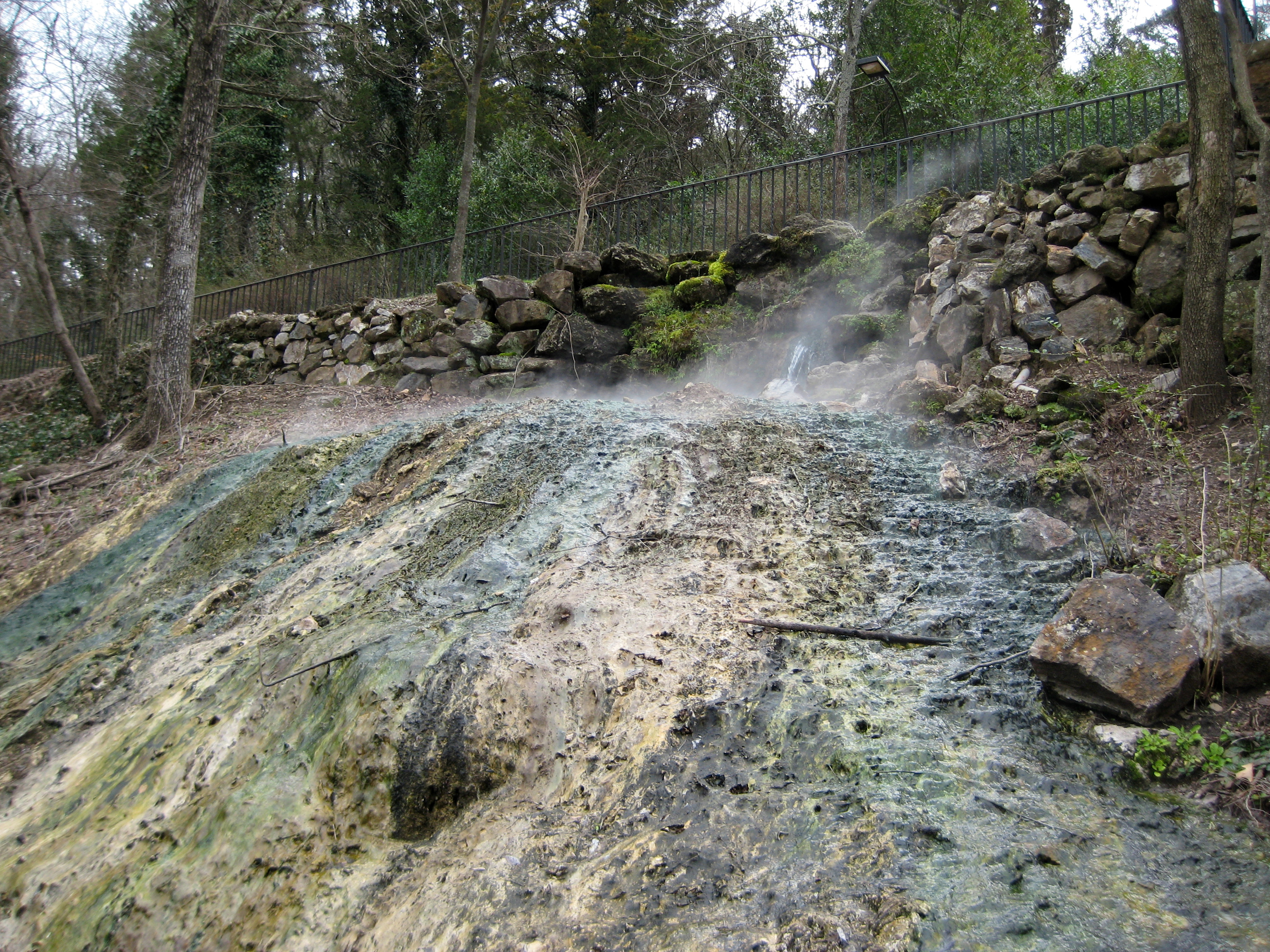
ホットスプリングス国立公園内の源泉から流れ出る温泉水
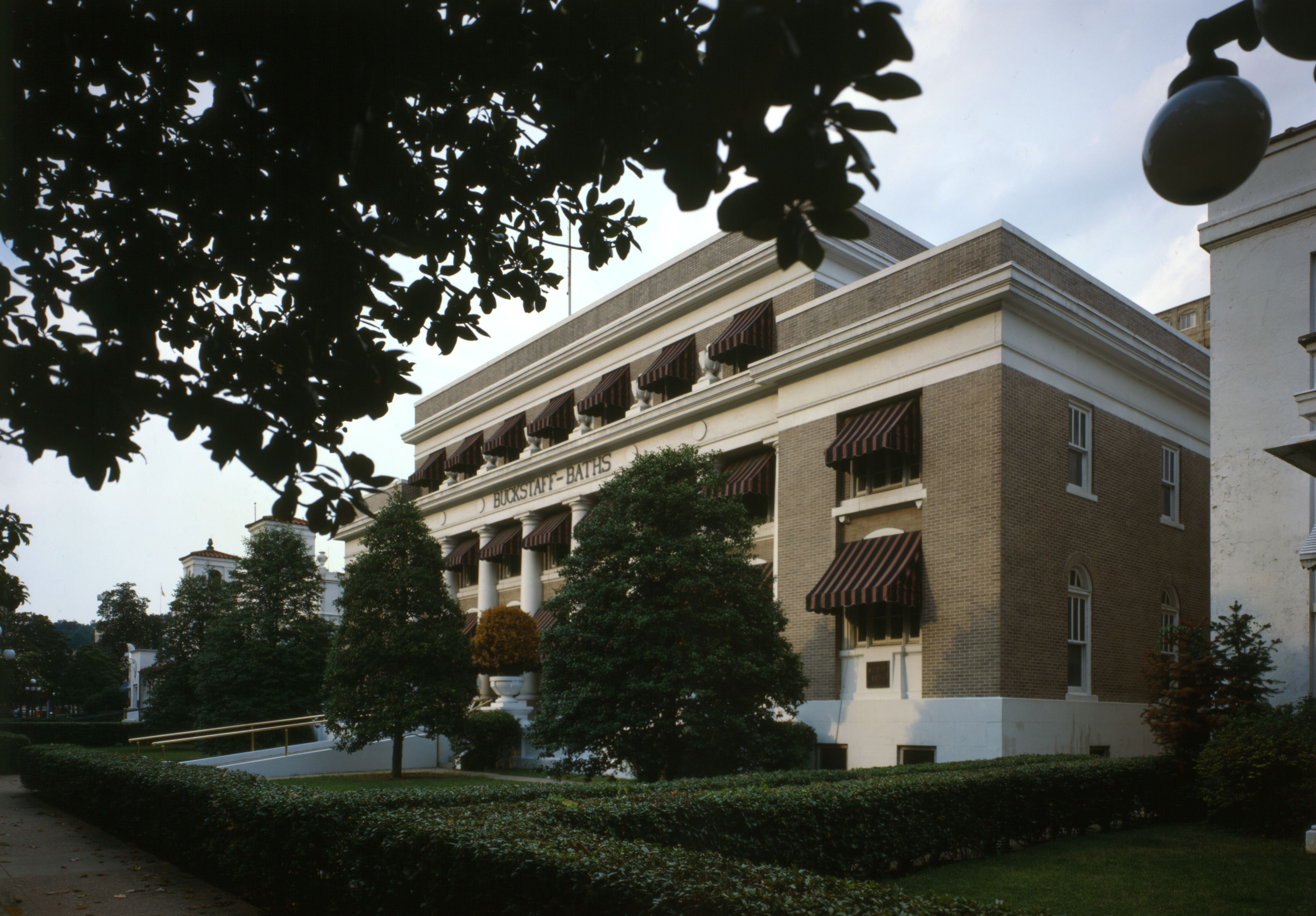
バックスタッフ・バスハウス
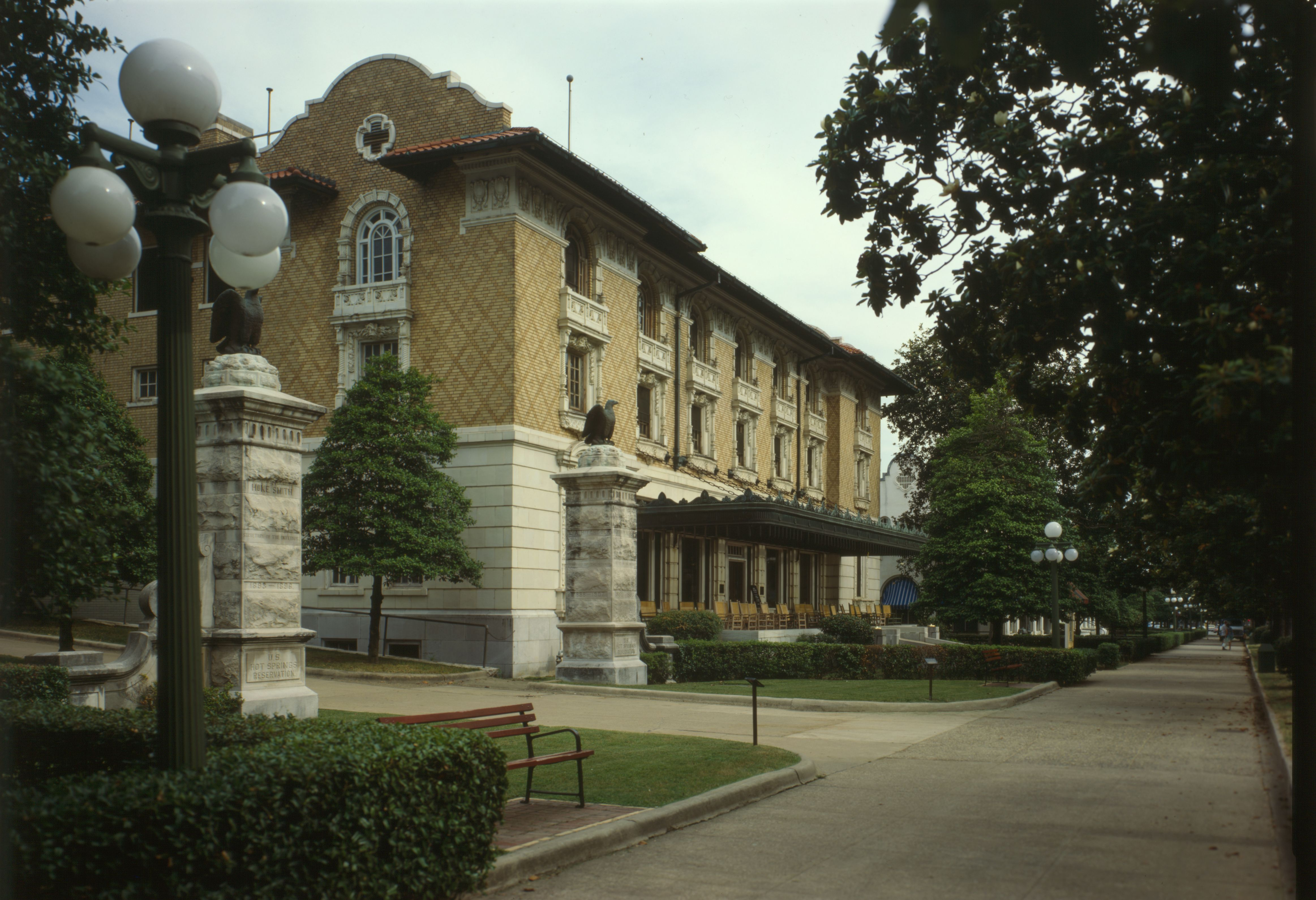
フォーダイス・バスハウス（ビジターセンター）
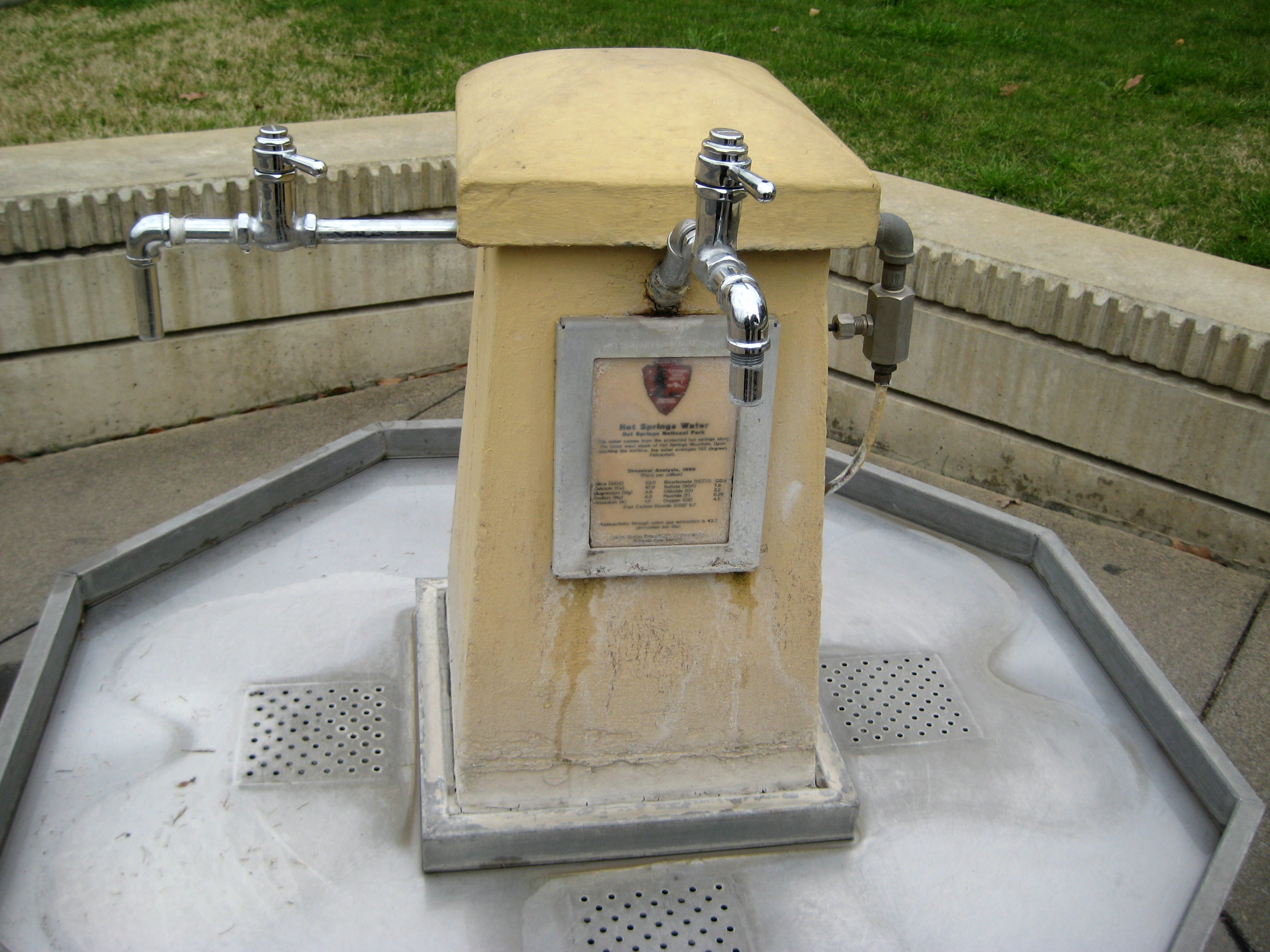
飲泉場

2010年、アメリカ・ザ・ビューティフル・クォーターというプログラムが始まり、各州を代表する国立公園等が裏面に描かれた25セント硬貨が造幣局より順次発行されることになった。ホットスプリングス国立公園は全米で最初の国立公園であることから、アーカンソー州を代表して適用第1号となり、2010年4月19日、裏面にホットスプリングス国立公園本部の建物が描かれた25セント硬貨が発行された。

### 文化施設・娯楽施設

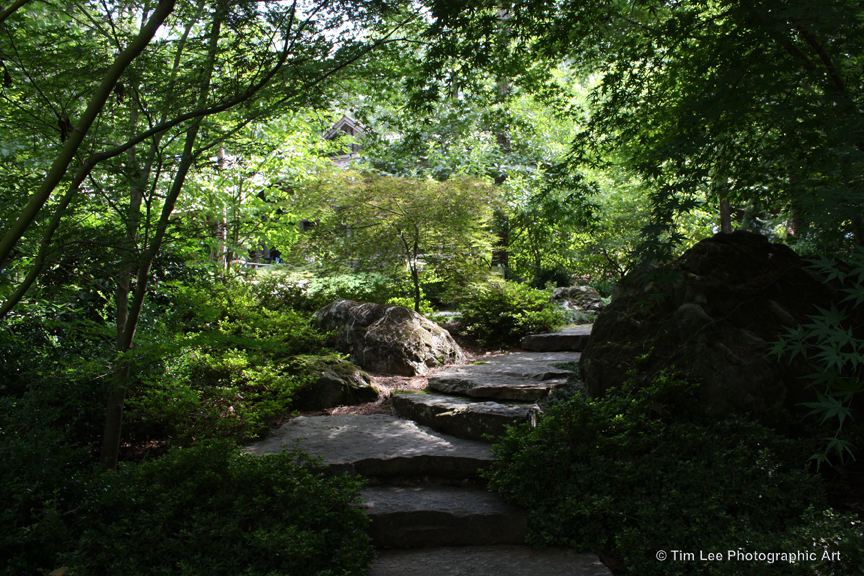
ガーバン・ウッドランド植物園内の日本庭園

市の西、ナショナル・パーク・コミュニティ・カレッジの北隣には中部アメリカ科学博物館が立地している。同館はバーチャルリアリティ、建築、光学、エネルギー、動植物など広い範囲にわたる、見て、触れて、知ることのできる展示物を100種以上展示している。同館は1979年に開館し、2001年にはアーカンソー州内の博物館としては初めてスミソニアン・アフィリエイトに認定された。バスハウス・ロウの北500m-1kmほどのところにはギャングスター博物館が立地している。同館は、かつてホットスプリングスがマクラフリンとそのマシーンに牛耳られ、ギャングがはびこっていた頃の黒い歴史と、それにまつわる展示物を展示している。
市の南、ハミルトン湖畔には210エーカー（約850,000m²）の敷地を有するガーバン・ウッドランド植物園が立地している。アーカンソー大学の所有するこの植物園の森の中にはウォシタ山地を模した岩場や小川、滝が造られており、四季折々に様々な花が咲く。園内には日本庭園や野外劇場もある。また、園内に設けられている礼拝堂では結婚式も執り行われる。市の北西、ウェスト・マウンテンの裏手には、1902年に開園し、現在では200匹以上のワニを飼育しているアーカンソーワニ園が立地している。
市の東にはマジック・スプリングス・アンド・クリスタル・フォールズというテーマパークが立地している。同園はローラーコースターやカルーセルなどのアトラクションが集まる遊園地と夏季営業のプール（こちらがクリスタル・フォールズと呼ばれる）、および野外劇場を有している。同園は1970年代後期に開園し、1995年に一旦閉園となったが、2000年に再開園した。

### イベント
市の南に立地するオークローンパーク競馬場は、ホットスプリングスの違法カジノが全て閉鎖に追い込まれた後も唯一合法ギャンブル施設として残った競馬場で、サラブレッドの平地競走のみを行っている。1936年から続いている伝統のアーカンソーダービーは、同競馬場最大のイベントであるのみならず、ケンタッキーダービーへの登竜門ともなっているGI競走で、中部地区の3歳牡馬にとっては非常に重要な競走である。また、毎年3月末から4月初頭には、4歳以上の牝馬を対象としたGIのアップルブロッサムハンデキャップがこの競馬場で行われる。
毎年6月に行われるホットスプリングス音楽祭は、音楽の祭典であると同時に音楽家の教育も兼ねており、世界中からプロを目指す管弦楽・室内楽の演奏家や、指導にあたる音楽家が集まる。期間中には延べ20回ものコンサートのほか、250回にものぼる公開リハーサルが行われる。また、ホットスプリングスではクラシックの音楽祭だけでなく、毎年9月に行われるジャズ祭やブルース祭もある。毎年10月には、ダウンタウンに立地する歴史あるマルコ・シアターで、ホットスプリングス・ドキュメンタリー映画祭が開かれる。

## 人口推移
以下にホットスプリングス市における1860年から2020年までの人口推移をグラフおよび表で示す。
| 統計年 | 人口     |
| ------ | -------- |
| 1860年 | 201人    |
| 1870年 | 1,276人  |
| 1880年 | 3,554人  |
| 1890年 | 8,086人  |
| 1900年 | 9,973人  |
| 1910年 | 14,434人 |
| 1920年 | 11,695人 |
| 1930年 | 20,238人 |
| 1940年 | 21,370人 |
| 1950年 | 29,307人 |
| 1960年 | 28,337人 |
| 1970年 | 35,631人 |
| 1980年 | 35,781人 |
| 1990年 | 33,165人 |
| 2000年 | 35,750人 |
| 2010年 | 35,193人 |
| 2020年 | 37,930人 |

## 姉妹都市

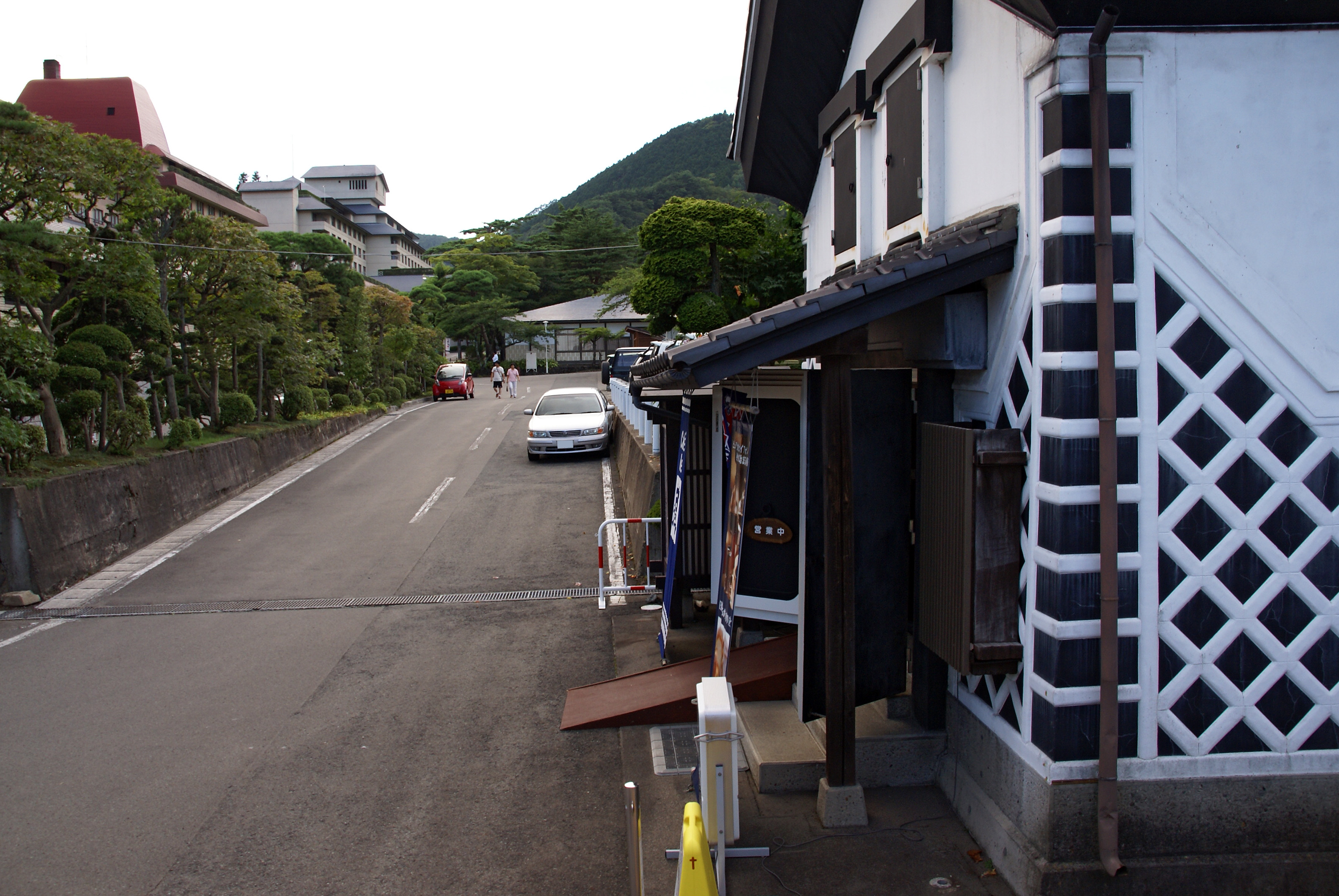
ホットスプリングスの姉妹都市、花巻市の温泉街（花巻温泉）

ホットスプリングスは花巻市（日本・岩手県）と姉妹都市提携を結んでいる。温泉都市という共通の特徴を持つことから両市は1993年1月に姉妹都市提携に至り、2006年に平成の大合併で花巻市が周辺町村と合併した後も提携を継続している。両市は小・中・高校生の交換留学をはじめ、様々な形で市民レベルでの交流を深めている。また、ホットスプリングス市側はSister City Journalという季刊紙を発行しており、交流の様子や花巻市の文化を伝えている。なお、ホットスプリングスの姉妹都市は花巻市1都市のみである。

## 註
1. ↑  “Quickfacts.census.gov”. 2023年11月21日閲覧。
2. ↑  Home. Hot Springs Village Property Owners' Association.
3. ↑  Paige, John C. and Laura Woulliere Harrison. Out of the Vapors: A Social and Architectural History of Bathhouse Row, Hot Springs National Park. p.24. National Park Service. 1987年. （PDFファイル）
4. ↑  Paige and Harrison, pp.28-29.
5. ↑  Paige and Harrison, pp.29-30.
6. ↑  Paige and Harrison, p.31.
7. ↑  Paige and Harrison, pp.32-33.
8. ↑  Paige and Harrison, p.71.
9. 1 2  Paige and Harrison, p.72.
10. ↑  Hot Springs Rehabilitation Center. The Encyclopedia of Arkansas History and Culture. The Central Arkansas Library System. 2009年10月22日.
11. 1 2 3  Paige and Harrison, p.85.
12. ↑  Hot Springs Railroad Roundhouse, Malvern, Hot Spring County. Arkansas Historic Preservation Program.
13. ↑  Paige and Harrison, p.77.
14. ↑  $6,000,000 DAMAGE IN HOT SPRINGS FIRE; Thirty Blocks of Arkansas Resort Swept Away Within a Few Hours. The New York Times. 1913年9月6日. （アーカイブ）
15. ↑  Paige and Harrison, p.86.
16. ↑  Paige and Harrison, p.100.
17. ↑  Paige and Harrison, pp.101-102.
18. ↑  History of the Bathhouse. Quapaw Bath & Spa.
19. ↑  Paige and Harrison, p.162.
20. 1 2  Gangsters in Arkansas. Hot Springs Convention & Visitors Bureau.
21. ↑  Paige and Harrison, pp.162-163.
22. ↑  Arlington Hotel. The Encyclopedia of Arkansas History and Culture. The Central Arkansas Library System. 2010年11月22日.
23. ↑  Paige and Harrison, p.163.
24. 1 2  Historical Weather for Hot Springs, Arkansas, United States of America. Weatherbase.com.
25. ↑  Zoning Map. City of Hot Springs. （PDFファイル）
26. ↑  Yeatts, Daniel S. Characteristics of thermal springs and the shallow ground-water system at Hot Springs National Park, Arkansas. p.31. Scientific Investigations Report 2006-5001. U.S. Geological Survey. 2006年.
27. ↑  Hot Springs National Park: Drinking the Water. p.1. National Park Service. （PDFファイル）
28. ↑  Hot Springs National Park: Drinking the Water. p.3.
29. ↑  How City Government Works. City of Hot Springs.
30. ↑  Flight Schedules. SeaPort Airline.
31. ↑  Hot Springs, AR. Greyhound, Inc.
32. ↑  History of NPCC. National Park Community College.
33. ↑  Hot Springs Schools. SchoolDigger.
34. ↑  About ASMSA[リンク切れ]. Arkansas School of Mathematics, Sciences and the Arts.
35. ↑  Bathhouse Row, Hot Springs National Park. National Register of Historic Places Inventory - Nomination Form. National Park Service. 1974年11月13日. （PDFファイル）
36. ↑  Bathhouse Row Archived 2008年2月27日, at the Wayback Machine.. National Historic Landmark Program. National Park Service.
37. ↑  Home. Buckstaff Bath House.
38. ↑  向井万起男 「謎の1セント硬貨 真実は細部に宿る in USA」 p.98. 講談社 ISBN 978-4-06-215268-6
39. ↑  Home. Quapaw Bath & Spa.
40. ↑  Fordyce Bathhouse. National Park Service.
41. ↑  Hot Springs Mountain Tower. Structurae. Nicolas Janberg ICS.
42. ↑  Hot Springs National Park: Drinking the Water. p.4.
43. ↑  Hot Springs National Park America the Beautiful Quarters. U.S.MINT. 2010年.
44. ↑  About the Museum. Mid-America Science Museum.
45. ↑  Home. The Gangster Museum of America.
46. ↑  Home. Garvan Woodland Gardens.
47. ↑  About Us. Arkansas Alligator Farm & Petting Zoo.
48. ↑  Home. Magic Springs and Crystal Falls.
49. ↑  About Us. Hot Springs Music Festival.
50. ↑  Hot Springs Jazz Fest. Hot Springs Jazz Society.
51. ↑  Annual Hot Springs Blues Festival. Hot Springs Convention & Visitors Bureau.
52. ↑  About. Hot Springs Documentary Film Institute.
53. ↑  American FactFinder. Population Division, U.S. Census Bureau. 2011年.
54. ↑  Sister City Program. City of Hot Springs.
55. ↑  国際姉妹都市・友好都市. 花巻市.